# Alejandro Cabral
Pour les articles homonymes, voir Cabral.
Alejandro Cabral, né le 11 septembre 1987 à Buenos Aires, est un footballeur international argentin. Il occupe actuellement le poste de milieu de terrain offensif à Cruzeiro, club de Championnat du Brésil de football de deuxième division.

## Biographie

### Son prêt au Legia Varsovie
En juin 2010, Alejandro Cabral est prêté un an au Legia Varsovie, club de première division polonaise avec lequel il était en contacts avancés. La transaction est évaluée à cent-vingt mille euros, et l'option d'achat fixée à un million six cent mille euros. Utilisé partiellement par son entraîneur en début de saison, il se montre beaucoup plus décisif lors du sprint final, et attire même le regard du sélectionneur argentin Sergio Batista qui l'appelle pour disputer deux matches amicaux en fin de saison. Au sein d'un groupe argentin « bis », Cabral joue sa première rencontre internationale contre le Nigeria le 1er juin 2011. Cependant, peu après, le Legia choisit de ne pas conserver le joueur.

### Suite de sa carrière
En août 2015, il s'engage avec Cruzeiro au Brésil.

## Palmarès
- Vainqueur de la Champion du monde des moins de vingt ans : 2007
- Champion d'Argentine : 2009 (Clausura), 2013 (Inicial et Superfinal)
- Vainqueur de la Coupe de Pologne : 2011
- Vainqueur de la Supercoupe d'Argentine : 2013